# Дейола, Алессандро
Алессандро Дейола (итал. Alessandro Deiola) родился 1 августа 1995 года, Сан-Гавино-Монреале, Италия) — итальянский футболист, полузащитник клуба «Кальяри».

## Клубная карьера
Алессандро Дейола начинал футбольную карьеру в своем родном городе в таких командах как «Сангавинезе» и «Санта Тереза». Позже он стал заниматься в футбольной школе «Симба» из Пальмас-Арбореа, которая принадлежала менеджеру молодёжных команд «Кальяри» Джанфранко Маттеоли. В 2011 году Дейола присоединился к молодёжному составу «Кальяри». После нескольких выступлений в юношеских турнирах Дейола вызывался в основной состав, однако на поле не появлялся. 23 августа 2014 года он был отдан в аренду в «Туттокуойо 1957» из Серии C, где за сезон провел 33 игры и отметился 4 голами.
9 августа 2015 года Дейола дебютировал за «Кальяри» в матче Кубка Италии с «Виртус Энтелла», где его команда одержала победу со счетом 5:0. 15 августа он забил свой первый гол в ворота «Трапани», нанеся удар головой после передачи Даниэле Дессены на 9 минуте матча. 7 сентября Дейола дебютировал в Серии B, появившись в стартовом составе в игре с «Кротоне», который завершился победой «Кальяри» со счетом 4:0. Его команда завершила сезон на первой строчке турнирной таблицы и получила повышение в Серию А.
28 августа 2016 года Дейола дебютировал в Серии А, заменив на 80 минуте Николо Бареллу в игре с «Ромой». Спустя три дня он был отдан в аренду в «Специю». В составе лигурийцев Дейола провел 11 игр и отметился забитым голом в матче с «Брешиа». 31 января 2017 Дейлоа вернулся в «Кальяри» и провел 4 игры в высшей лиге Италии. В первой половине сезона 2017/18, как под руководством Массимо Растелли так и Диего Лопеса, футболист получил мало игрового времени, проводя большую часть матчей на скамейке запасных. Однако, 23 марта 2018 года он продлил свой контракт с «Кальяри» до 2022 года. В конце сезона Дейола стал чаще появляться на поле, завершив сезон с 13 матчами в Серии А. «Кальяри» сохранил место в высшей лиге, заняв 16 место в таблице.
17 августа 2018 года Алессандро Дейола отправился играть за «Парму» на правах аренды. 1 сентября он дебютировал в составе «крестоносцев», сыграв последние минуты против «Ювентуса». 22 января 2019 года контракт был расторгнут досрочно, а Дейола вернулся в «Кальяри».
В сезоне 2019/20 Дейола появился на поле в составе «Кальяри» лишь один раз, заменив на последней минуте Раджа Наингголана в игре с «Лацио». 10 января 2020 года он был отдан в аренду в «Лечче». 2 февраля Дейола отметился забитым голом в ворота «Торино». Сыграв 10 матчей, Алессандро завершил сезон 12 июля игрой с «Кальяри» из-за травмы колена.
23 сентября 2020 Дейола снова отправился в аренду в «Специю», где уже выступал в сезоне 2016/17. Он провел 12 матчей в Серии А и 3 игры в Кубке Италии. 29 января 2021 года он вернулся в «Кальяри», досрочно завершив контракт.
29 августа 2021 года Алессандро Дейола забил первый гол в высшей лиге в составе «Кальяри» в гостевой игре с «Миланом», который был проигран со счетом 4:1. Позже он отметился голами в ворота «Сампдории» и «Торино». 16 апреля 2022 Дейола отметил свой 100 матч в Серии А победным голом в домашней игре с «Сассуоло». По итогам сезона «Кальяри» занял 18 строчку в турнирной таблице и опустился в Серию B.
21 августа 2022 года Дейола, в игре с «Читтаделлой», впервые появился на поле с капитанской повязкой. В середине декабря Алессандро получил травму лодыжки и выбыл из строя на несколько месяцев. После восстановления вновь вышел на поле 10 марта 2023 года в матче с «Асколи», заменив Антуана Макумбу на 86 минуте. Дейола стал одним из ключевых игроков в решающих матчах плей-офф за повышение в Серию А, где футболисты «Кальяри» одержали победу по итогу двух матчей с «Бари».

## Достижения
- Чемпион Серии B: 2015/16